# NGC 6334
NGC 6334 (другие обозначения — ESO 392-EN9, CED 140, Кошачья лапа, Медвежья лапа) — эмиссионная туманность и область звездообразования, которая находится в созвездии Скорпион на расстоянии около 4370 световых лет от Солнца.. Этот объект входит в число перечисленных в оригинальной редакции «Нового общего каталога».

## Характеристики
Гигантское молекулярное облако NGC 6334 — это комплекс, содержащий регионы образования массивных звёзд на разных этапах звёздной эволюции. Это идеальная цель для исследования различных фаз образования массивных звёзд, и поэтому является хорошо изученным астрономическим объектом.

## Радиоисточники
Первые карты NGC 6334, составленные в радиодиапазоне с высоким разрешением в 1982 году, показали присутствие шести мощных радиоисточников. Им дали наименования от NGC 6334A до F. Источник B оказался внегалактическим, т.е. не принадлежащим туманности, а расположенном далеко за пределами Млечного Пути.